# ハイメ・デ・ボルボン (セゴビア公)
ハイメ・デ・ボルボン・イ・バッテンベルグ（スペイン語: Jaime de Borbón y Battenberg, 1908年6月23日 - 1975年3月20日）は、スペインの王族。

## 生涯
スペイン王アルフォンソ13世と王妃ビクトリア・エウヘニアの次男として、ラ・グランハ宮殿で生まれた。幼い頃に受けた手術のために聾唖となり、1933年6月に自身と子孫のスペイン王位継承権を放棄することを表明した。その際、父王によってセゴビア公（Duque de Segovia）の称号を授けられた。
アルフォンソ13世が死去した1941年、父王の有していたブルボン家家長の地位を継承しフランス王であることを表明、「アンジュー公アンリ」と称した。フランスの正統王党派（レジティミスト）からはフランス王アンリ6世（フランス語: Henri VI）またはジャック２世（フランス語：Jacques II)と呼ばれた。
1935年、フランス貴族出身のエマニュエル・ド・ダンピエールと結婚、2子をもうけた。
- アルフォンソ（1936年 - 1989年）
- ゴンサーロ（英語版）（1937年 - 2000年）

ハイメとエマニュエルは1947年にブカレストで離婚した。しかしこの離婚は1949年にイタリアの裁判所で認められたものの、スペインの裁判所では認められなかった。1949年8月、ハイメはインスブルックで離婚歴のある歌手シャルロッテ・ティーデマンと再婚した。しかし、離婚を認めないカトリック教会とレジティミストの間では、エマニュエルがハイメの妻であり続けた。
1949年12月6日、ハイメは死去した兄アルフォンソに次いで王位継承権を持つと表明。1964年5月にカルリスタのスペイン王家家長としてマドリード公を称した（ハイメ4世（スペイン語: Jaime IV）を名乗った）。1969年7月19日、ハイメは長男アルフォンソの申し出により、正統なスペイン王は甥にあたるフアン・カルロス1世であると表明した。しかし、フランス王の王位継承権については、放棄したことを生涯表明せず、引き続きジャック2世とその子孫がフランス王の王位請求者であり続けた。
1975年にスイスのザンクト・ガレン州立病院で死去した。後に棺は甥のフアン・カルロス1世の許可を得て、エル・エスコリアル修道院へ埋葬された。